# Diocesi di Limassol
La diocesi di Limassol (anticamente Diocesi di Limisso, in latino Dioecesis Nimociensis seu Limosiensis) è una sede soppressa della Chiesa cattolica. Con il titolo di Neapoli di Cipro (in latino Neopolitana in Cypro) è dal 1933 una sede titolare della Chiesa cattolica.

## Storia
Limassol (Limisso) è un'antica sede episcopale di Cipro, suffraganea dell'arcidiocesi di Salamina; è ancora oggi una diocesi della Chiesa autocefala di Cipro. La città è conosciuta nell'antichità con diversi nomi: inizialmente Limisso, poi Neapoli di Cipro, dal X secolo con il nome di Nemesos. Sono tre i vescovi greci noti del primo millennio: Tichico I, fondatore della comunità cristiana e primo vescovo di Limisso, che, secondo la vita di sant'Ausibio di Soli, fu consacrato da sant'Eraclide di Salamina su richiesta dell'apostolo Paolo di Tarso; Tichico II, vissuto all'epoca del patriarca alessandrino Giovanni l'Elemosiniere (inizio VII secolo); e Leonzio di Neapoli, successore di Tichico II, proficuo scrittore ecclesiastico del VII secolo.
Quando l'isola fu conquistata dagli eserciti crociati alla fine del XII secolo, fu istituita la gerarchia di rito latino con il beneplacito di papa Celestino III. Nemesos (o Limisso, da cui Limassol) divenne una sede vescovile di rito latino suffraganea dell'arcidiocesi di Nicosia; il precedente vescovo greco della città ed i suoi successori furono relegati a subalterni di quelli latini.
Durante l'epoca dello scisma d'Occidente, la chiesa latina di Cipro si schierò per il papato avignonese.
La presenza occidentale sull'isola terminò con la caduta di Famagosta nel 1571 in mano all'esercito ottomano. Chi non riuscì a fuggire, fu massacrato dai turchi, che rasero al suolo anche la maggior parte dei luoghi di culto di rito latino, oppure li trasformarono in moschee. L'ultimo vescovo di Limassol fu il domenicano Serafino Fortibraccia, morto nel 1571 durante l'assedio della città.
Oggi Limassol è sede di una delle 4 parrocchie cipriote, dedicata a Santa Caterina, dipendenti dal patriarcato latino di Gerusalemme.
La diocesi fu per un certo periodo una sede vescovile titolare con il nome di Nemesi. Dal 1933 è annoverata tra le sedi titolari con il nome di Neapoli di Cipro; questa sede finora non è mai stata assegnata.

## Cronotassi

### Vescovi greci
- Tichico I † (I secolo)
- Tichico II † (inizio VII secolo)
- Leonzio di Neapoli † (VII secolo)

### Vescovi latini
- T. † (menzionato il 3 gennaio 1197)
- Folco di Montaigu † (menzionato nel 1211)
- R. † (prima di ottobre 1220 - dopo il 14 settembre 1227)
- T. † (prima del 19 luglio 1231 - dopo settembre 1236)
- Beato Bartolomeo di Breganze, O.P. † (9 febbraio 1252 - 18 dicembre 1255 nominato vescovo di Vicenza)
  - Opizzo Fieschi † (21 febbraio 1256 - 1º aprile 1280 nominato amministratore apostolico di Trani)
- Uberto † (6 maggio 1280 - prima del 1288 deceduto)
- Berardo (o Bernardo), O.P. † (23 gennaio 1291 - prima del 28 febbraio 1301 deceduto)
- Pietro Erlant † (28 febbraio 1301 - ? deceduto)
- Giovanni di Lizza (o Laodicea), O.Osp. † (prima di febbraio 1314 - dopo il 1º luglio 1320 deceduto)
- Guglielmo, O.Carm. † (? - prima del 21 giugno 1322 dimesso)
  - Pierre de Genouillac † (21 giugno 1322 - ?) (amministratore apostolico)
  - Raymond Béguin, O.P. † (19 marzo 1324 - 1328 deceduto) (amministratore apostolico)
- Bartolomeo Lambert † (menzionato il 26 febbraio 1329)
  - Pierre La Palud, O.P. † (14 luglio 1335 - ?) (amministratore apostolico)
- Lamberto Balduino della Cecca, O.F.M. † (2 giugno 1337 - 3 novembre 1344 nominato vescovo di Brescia)
- Iterio di Nabinal, O.F.M. † (3 novembre 1344 - 26 giugno 1346 nominato vescovo di Famagosta)
- Francesco de Aretiu, O.P. † (26 giugno 1346 - 13 luglio 1351 deceduto)
- Elia di Chambarihac † (8 settembre 1351 - 21 aprile 1357 nominato vescovo di Pafo)
- Guido d'Ibelin, O.P. † (21 aprile 1357 - 29 marzo 1367 deceduto)
- Ademaro de la Voulte † (18 agosto 1367 - 9 ottobre 1374 nominato vescovo di Grasse)
- Tommaso Ammanati † (9 ottobre 1374 - 21 ottobre 1379 nominato vescovo di Napoli)
- Giovanni Stino, O.F.M. † (5 marzo 1380 - ? deceduto)
- Guglielmo Scarbotti, O.E.S.A. † (30 luglio 1403 - 1406/1407 deceduto)
- Guillaume Gralli † (13 settembre 1407 - ? deceduto)
  - Obbedienza romana :
  - Francesco † (circa 1380 - ? deceduto)
  - Stefano Governo † (circa 1385 - 8 luglio 1390 nominato arcivescovo di Corinto)
  - Bartolomeo Gay, O.F.M. † (15 ottobre 1390 - ? deceduto)
- Antoine de Chanac, O.S.B. † (30 maggio 1411 - ? deceduto)
- Lancelot de Lusignan † (1434 - 2 maggio 1438 nominato vescovo di Pafo)
- Gelasio di Montolif † (2 maggio 1438 - settembre 1442 nominato arcivescovo di Nicosia)
- Giacomo Bodini † (18 marzo 1443 - ?)
  - Gelasio di Montolif † (10 febbraio 1447 - ? deceduto) (in commenda)
- Pietro de Manaziis † (4 luglio 1457 - ? dimesso)
- Antonio di Zucco † (18 gennaio 1460 - ? deceduto)
- Nicolò Donà † (7 giugno 1479 - 4 novembre 1493 nominato patriarca di Aquileia)
- Nicola Dolci † (4 novembre 1493 - 1514 deceduto)
- Marco Corner † (1514 - 22 marzo 1516 dimesso)
- Paolo Borgasio † (22 marzo 1516 - 14 luglio 1539 dimesso)
- Andrea Zantani † (14 luglio 1539 - 1560 deposto)
- Andrea Mocenigo † (19 giugno 1562 - ? deceduto)
- Serafino Fortibraccia, O.P. † (24 gennaio 1569 - 1571 deceduto)

### Vescovi titolari di Nemesi
- Stefano Lusignano, O.P. † (27 aprile 1588 - ? deceduto)
- František Xaver Klobušický † (11 aprile 1736 - 24 settembre 1742 nominato vescovo di Transilvania)
- Nicolaus de Marchis † (7 dicembre 1742 - 2 giugno 1757 deceduto)
- Karol Salbeck † (4 aprile 1759 - 13 marzo 1776 nominato vescovo di Spiš)
- Isidoro Spanò † (28 settembre 1801 - 1840 deceduto)
- Manuel da Encarnação Sobrinho, O.S.P.P.E. † (21 marzo 1825 - 15 dicembre 1846 deceduto)
- Maria Efrem Garrelon † (24 luglio 1868 - 10 aprile 1873 deceduto)
- Francesco Paolo Cardona Albini † (25 settembre 1882 - 1896 deceduto)